# Municipio de Shelton (Nebraska)
El municipio de Shelton (en inglés: Shelton Township) es un municipio ubicado en el condado de Buffalo en el estado estadounidense de Nebraska. En el año 2010 tenía una población de 1365 habitantes y una densidad poblacional de 16,91 personas por km².

## Geografía
El municipio de Shelton se encuentra ubicado en las coordenadas 40°45′0″N 98°47′18″O / 40.75000, -98.78833. Según la Oficina del Censo de los Estados Unidos, el municipio tiene una superficie total de 80.71 km², de la cual 80,24 km² corresponden a tierra firme y (0,58 %) 0,47 km² es agua.

## Demografía
Según el censo de 2010, había 1365 personas residiendo en el municipio de Shelton. La densidad de población era de 16,91 hab./km². De los 1365 habitantes, el municipio de Shelton estaba compuesto por el 87,33 % blancos, el 0,37 % eran afroamericanos, el 0,44 % eran amerindios, el 0,29 % eran asiáticos, el 10,4 % eran de otras razas y el 1,17 % eran de una mezcla de razas. Del total de la población el 16,19 % eran hispanos o latinos de cualquier raza.